# Georgi Naydenov
Georgi Naydenov   (Sofia, 21 de desembre de 1931 - Damasc, 31 de maig de 1970) fou un futbolista búlgar de la dècada de 1960.
Fou 51 cops internacional amb la selecció búlgara amb la qual participà en la Copa del Món de Futbol de 1962 i a la Copa del Món de Futbol de 1966.
Pel que fa a clubs, defensà els colors de CSKA Sofia.